# Patrick Mayer (Fußballspieler, 1988)
Patrick Mayer (* 28. März 1988 in Wangen im Allgäu) ist ein ehemaliger deutscher Fußballspieler und jetziger -trainer. Der zuletzt beim Regionalligisten SV Waldhof Mannheim unter Vertrag stand. Nach der Saison 2017/2018 beendete er seine aktive Spieler-Karriere.

## Karriere als Spieler
In der Jugend spielte Mayer für SV Beuren, den FC Wangen 05 und den VfB Stuttgart.
Im Anschluss an seine Juniorenzeit spielte er in der zweiten Mannschaft des VfB Stuttgart, für die er bereits während seiner Zeit als A-Jugendlicher einige Spiele bestritt. Nachdem Mayer nach der Winterpause 2007/08 an den SSV Reutlingen 05 verliehen wurde, wechselte er im Sommer 2008 zur Regionalligamannschaft der Frankfurter Eintracht, konnte den Sprung in die Bundesliga trotz einer Quote von 10 Toren in 17 Spielen jedoch nicht schaffen.
Von 2009 bis 2011 spielte er beim 1. FC Heidenheim in der 3. Liga. Sein Profidebüt gab er am 8. August 2009, als er bei der 0:2-Heimniederlage gegen den SV Wehen Wiesbaden in der 57. Minute eingewechselt wurde. In der Saison 2010/11 wurde er mit 19 Treffern Torschützenkönig der 3. Liga gemeinsam mit dem Braunschweiger Domi Kumbela.
Zur Saison 2011/12 wechselte er zum Bundesliga-Aufsteiger FC Augsburg. Am 20. November 2011 (13. Spieltag) gab er bei der 1:2-Niederlage im Auswärtsspiel gegen den VfB Stuttgart mit Einwechslung in der 78. Minute für Daniel Baier sein Bundesligadebüt.
Dies blieb allerdings sein einziger Bundesligaeinsatz in der Hinrunde, woraufhin er am 4. Januar 2012 auf Leihbasis bis Saisonende zum 1. FC Heidenheim zurückkehrte. Doch bereits im fünften Rückrundenspiel zog er sich im Spiel gegen Carl Zeiss Jena einen doppelten Bänderriss zu und fiel über das Saisonende hinaus aus.
Da es für Mayer beim FC Augsburg kaum noch eine Chance gegeben hätte, unterschrieb er am 15. Juni 2012 beim 1. FC Heidenheim, an den er zuvor ausgeliehen war, einen Dreijahresvertrag. Nach fünfeinhalb Jahren verließ Meyer Heidenheim am Ende der Saison 2014/15.
Zur Saison 2015/16 ging Mayer zum SV Wehen Wiesbaden in die 3. Liga. Ein Stammplatz blieb ihm aufgrund zahlreicher Verletzungen verwehrt. Nach lediglich 18 Einsätzen und zwei Toren in zwei Jahren erhielt er nach der Saison 2016/17 vom SV Wehen Wiesbaden kein neues Vertragsangebot. Im Sommer 2017 wechselte er zum SV Waldhof Mannheim in die Regionalliga Südwest und unterschrieb einen Einjahresvertrag bis 30. Juni 2018. Nach der Saison 2017/2018 beendete er seine aktive Spieler-Karriere.

## Karriere als Trainer
Patrick Mayer beendete nach der Saison 2017/2018 seine aktive Spielerkarriere und übernahm direkt zur Saison 2018/2019 den Trainerposten bei seinem Heimat- und Jugendverein, dem SV Beuren, bei welchem er bis zur D-Jugend ausgebildet wurde. Hier übernahm er die Nachfolge von seinem Bruder.
Im Mai 2022 gab der damalige Bezirksligist SV Beuren überraschend bekannt, dass Mayer den Verein als Trainer verlassen wird. Mayer wechselte damit in gegenseitigem Einvernehmen zurück zum 1. FC Heidenheim 1846 e. V., bei dem er zuvor bereits zwei Mal einen Profivertrag als Spieler erfüllte. Mit der inzwischen erworbenen B+Trainer-Lizenz übernimmt Mayer damit zur Saison 2022/2023 die U17 in der Oberliga Baden-Württemberg, mit dem Ziel den Wiederaufstieg in die Junioren-Bundesliga zu realisieren.

## Erfolge
- Torschützenkönig der 3. Fußball-Liga 2010/11

## Sonstiges
Seit 2011 engagiert sich Patrick Mayer bei Show Racism the Red Card – Deutschland. Er beteiligte sich bei einem Workshop der Bildungsinitiative und berichtete den Schülern und Schülerinnen über seine eigenen Erfahrungen mit Rassismus und Diskriminierung.